# محمد إسماعيل أمين
محمد إسماعيل أمين، كاتب سيناريو مصري.

## من أعماله
- رحيم
- ظل الرئيس (مؤلف)
- ستات قادرة (سيناريو وحوار)
- لما تامر ساب شوقية (إشراف على ورشة الكتابة)
- تامر وشوقية ج1 (مؤلف) - ج2 (مؤلف) - ج4 (سيناريو و حوار)
- راجل وست ستات ج1 (سيناريو و حوار) - ج2 (سيناريو و حوار)
- الباب في الباب ج2 (مؤلف) - ج3 (مؤلف)
- جوز ماما (إشراف على السيناريو)
- لسه بدري (مؤلف)
- كوافير أشواق (رئيس فريق الكتابة)
- الجيل الرابع 4G (قصة وسيناريو وحوار)

## وصلات خارجية
محمد إسماعيل أمين على موقع IMDb (الإنجليزية)
- محمد إسماعيل أمين على موقع قاعدة بيانات الأفلام العربية